# Coffee United
O Coffee United Sports Club, é um clube de futebol ugandense da cidade de Kakira .
Em 1970, a equipe venceu a Superliga de Uganda

## História
Foi fundado em 1960 na cidade de 
Kakira e foi a primeira equipe a vencer a Taça de Uganda em 1971, depois de derrotar o Simba FC por 2-1 na final . De lá, ele ganhou a Copa da Uganda duas vezes e foi finalista em outras duas.
Eles foram também campeões da Superliga de Uganda em uma ocasião, em 1970, teve os melhores anos de sua história entre 1970 e 1990, e desde então não conseguiu realizações significativas em sua queda em 1996. Em 1997 fundiram-se com a Kakira Sugar Works SC para dar origem ao Café Kakira , com o qual o clube deixou de existir.
Ele jogou 25 temporadas na Superliga de Uganda , onde jogou 587 jogos e converteu 935 gols, obtendo o mesmo número de pontos na tabela histórica.
Internacionalmente eles participaram de 3 torneios continentais, onde sua melhor participação foi na Copa Africana dos Campeões de 1971 , na qual foram eliminados nas quartas de finais pelas  Accra Great Olympics de Gana .

## Títulos
| NACIONAIS | NACIONAIS                       | NACIONAIS | NACIONAIS   |
|           | Competição                      | Títulos   | Temporadas  |
| --------- | ------------------------------- | --------- | ----------- |
| Uganda    | Campeonato Ugandense de Futebol | 1         | 1970.       |
| Uganda    | Copa de Uganda                  | 2         | 1971, 1981. |

Campeonato Ugandense de Futebol
- vice-campeão :1983, 1990.

Copa de Uganda
- vice-campeão :1976, 1984.

## Participaçoes na CAF
Liga dos Campeões da CAF
- 1971 - Quartas de Finais

Copa da CAF
- 1993 - Primeira rodada

Recopa Africana
- 1982 - Primeira rodada